# Список хоккеистов Беларуси в НХЛ
В этом списке представлены белорусские игроки, которые провели как минимум один матч в регулярных чемпионатах Национальной хоккейной лиги или в играх плей-офф Кубка Стэнли.

## История
В период с 1992 по 2024 год в НХЛ выступали 16 хоккеистов из Беларуси, из которых 16 — полевые игроки и 1 вратарь. Первым белорусским игроком в НХЛ стал нападающий Александр Андриевский. Он был выбран «Чикаго Блэкхокс» на драфте 1991 года под 220 номером. Свой единственный матч в НХЛ он провёл 27 декабря 1992 года против «Детройт Ред Уингз». 
Одиннадцатым белорусским игроком сыгравшим в НХЛ стал Егор Шарангович, дебютировавший в составе «Нью-Джерси Девилз» 15 января 2021 года в матче с «Бостоном». Двенадцатым — Максим Сушко, который принял участие в игре «Филадельфии» против «Нью-Йорк Рейнджерс» 18 февраля 2021 года. Алексей Протас стал тринадцатым белорусом в НХЛ. Свой первый матч он провёл 2 ноября 2021 года против клуба «Тампа-Бэй Лайтнинг», свою первую шайбу в НХЛ он забросил 28 ноября 2021 года в матче против «Каролины Харрикейнз». Четырнадцатым белорусом в НХЛ стал Владислав Колячонок, который забросил свою первую шайбу 25 марта 2022 года в матче регулярного чемпионата с «Калгари» (2:4). Илья Соловьёв стал пятнадцатым белорусом в НХЛ, сыграв свой первый матч 27 октября 2023 года против «Эдмонтон Ойлерз». Шестнадцатым белорусом в НХЛ стал вратарь Алексей Колосов, сыграв свой первый матч 28 октября 2024 года против «Монреаль Канадиенс». Семнадцатым стал Артём Левшунов, который 15 апреля 2025 года сыграл свой первый матч в составе «Чикаго Блэкхокс» против «Оттава Сенаторз».
Официальный сайт НХЛ также рассматривает как хоккеиста из Беларуси родившегося в Минске Даниила Мисюля (1 матч за «Нью-Джерси Девилз» в сезоне 2024/25), но у него есть опыт выступлений за молодёжную сборную России, а за сборную Беларуси он не играл.
Данные приведены по официальному сайту НХЛ по состоянию на окончание сезона 2024/25.

## Белорусские хоккеисты, выступавшие в Национальной хоккейной лиге
|  | Действующий игрок НХЛ |

| Легенда | Легенда                    | Легенда | Легенда                   | Легенда | Легенда    |
| ------- | -------------------------- | ------- | ------------------------- | ------- | ---------- |
| И       | Количество проведённых игр | Штр     | Штрафное время            | +/−     | Плюс-минус |
| Г       | Голы                       | П       | Голевые передачи          | О       | Очки       |
| -       | Статистика неизвестна      | —       | Статистика не учитывалась |         |            |

|    |                       |      |            |                     | Регулярный сезон | Регулярный сезон | Регулярный сезон | Регулярный сезон | Плей-офф | Плей-офф | Плей-офф | Плей-офф |            |
| №  | Хоккеист              | Поз. | Годы выст. | Текущий клуб        | И                | Г                | П                | О                | И        | Г        | П        | О        | Прим.      |
| -- | --------------------- | ---- | ---------- | ------------------- | ---------------- | ---------------- | ---------------- | ---------------- | -------- | -------- | -------- | -------- | ---------- |
| 1  | Михаил Грабовский     | Ц    | 2006—2016  |                     | 534              | 125              | 171              | 296              | 10       | 0        | 2        | 2        | [ nhl 1 ]  |
| 2  | Андрей Костицын       | Л    | 2005—2012  |                     | 398              | 103              | 119              | 222              | 49       | 14       | 9        | 23       | [ nhl 2 ]  |
| 3  | Руслан Салей          | З    | 1996—2011  |                     | 917              | 45               | 159              | 204              | 62       | 7        | 9        | 16       | [ nhl 3 ]  |
| 4  | Егор Шарангович       | Ц    | 2020—н. в. | Калгари Флэймз      | 360              | 101              | 96               | 197              | 3        | 0        | 0        | 0        | [ nhl 4 ]  |
| 5  | Сергей Костицын       | Л    | 2007—2013  |                     | 353              | 67               | 109              | 176              | 40       | 4        | 11       | 15       | [ nhl 5 ]  |
| 6  | Владимир Цыплаков     | Л    | 1995—2001  |                     | 331              | 69               | 101              | 170              | 18       | 1        | 2        | 3        | [ nhl 6 ]  |
| 7  | Алексей Протас        | Ц    | 2021—н. в. | Вашингтон Кэпиталз  | 245              | 43               | 76               | 119              | 4        | 0        | 2        | 2        | [ nhl 7 ]  |
| 8  | Константин Кольцов    | Л    | 2002—2006  |                     | 144              | 12               | 26               | 38               | —        | —        | —        | —        | [ nhl 8 ]  |
| 9  | Владислав Колячонок   | З    | 2021—н. в. | Питтсбург Пингвинз  | 74               | 4                | 10               | 14               | —        | —        | —        | —        | [ nhl 9 ]  |
| 10 | Артём Левшунов        | З    | 2024—н. в. | Чикаго Блэкхокс     | 18               | 0                | 6                | 6                | —        | —        | —        | —        | [ nhl 10 ] |
| 11 | Илья Соловьёв         | З    | 2023—н. в. | Калгари Флэймз      | 15               | 0                | 4                | 4                | —        | —        | —        | —        | [ nhl 11 ] |
| 12 | Олег Микульчик        | З    | 1993—1996  |                     | 37               | 0                | 3                | 3                | —        | —        | —        | —        | [ nhl 12 ] |
| 13 | Дмитрий Коробов       | З    | 2013—2014  |                     | 3                | 0                | 1                | 1                | —        | —        | —        | —        | [ nhl 13 ] |
| 14 | Максим Сушко          | П    | 2021—2022  |                     | 2                | 0                | 0                | 0                | —        | —        | —        | —        | [ nhl 14 ] |
| 15 | Александр Андриевский | П    | 1992—1993  |                     | 1                | 0                | 0                | 0                | —        | —        | —        | —        | [ nhl 15 ] |
| 16 | Роман Граборенко      | З    | 2014—2015  |                     | 1                | 0                | 0                | 0                | —        | —        | —        | —        | [ nhl 16 ] |
| 17 | Алексей Колосов       | В    | 2024—н. в. | Филадельфия Флайерз | 15               | 0                | 0                | 0                | —        | —        | —        | —        | [ nhl 17 ] |
| 18 | Никита Толопило       | В    | 2025—н. в. | Ванкувер Кэнакс     | 2                | 0                | 0                | 0                | —        | —        | —        | —        | [ nhl 18 ] |